# Nolina juncea
Espèce
Synonymes
- Beaucarnea hartwegiana (Kunth) Baker[1]
- Cordyline longifolia Benth.[1]
- Dasylirion hartwegianum Kunth[1]
- Dasylirion junceum Zucc.[1]
- Nolina hartwegiana (Kunth) Hemsl.[1]
- Pincenectitia gracilis Lem.[1]
- Roulinia longifolia (Benth.) Brongn.[1]

Nolina juncea est une espèce végétale de la famille des Asparagaceae. 